# Samuel C. Bradford
Samuel Clement Bradford (10 janvier 1878 à Londres - 13 novembre 1948) est un mathématicien, bibliothécaire et documentaliste britannique au Science Museum de Londres.

## Biographie
Il développe la «loi de Bradford» (ou la « loi de la diffusion ») concernant les différences de demande de revues scientifiques. Ce travail influence la bibliométrie et l'analyse des citations des publications scientifiques. Bradford fonde la British Society for International Bibliography (BSIB) (fondée en 1927) et il est élu président de la Fédération internationale pour l'information et la documentation (FID) en 1945. Bradford est un fervent partisan de l'UDC et de l'établissement de résumés de la littérature scientifique.